# 圣富瓦拉让蒂耶尔
圣富瓦拉让蒂耶尔（法語：Sainte-Foy-l'Argentière，法語發音：[sɛ̃t fwa laʁʒɑ̃tjɛʁ]）是法国罗讷省的一个市镇，属于里昂区。

## 地理
圣富瓦拉让蒂耶尔（45°42'30"N, 4°28'13"E）面积1.54 平方千米，位于法国奥弗涅-罗讷-阿尔卑斯大区罗讷省，该省份为法国中东部省份，北起顺时针与索恩-卢瓦尔省、安省、里昂大都会、伊泽尔省和卢瓦尔省接壤。
与圣富瓦拉让蒂耶尔接壤的市镇（或旧市镇、城区）包括：苏济、阿韦兹、圣热尼拉让蒂耶尔。
圣富瓦拉让蒂耶尔的时区为UTC+01:00、UTC+02:00（夏令时）。

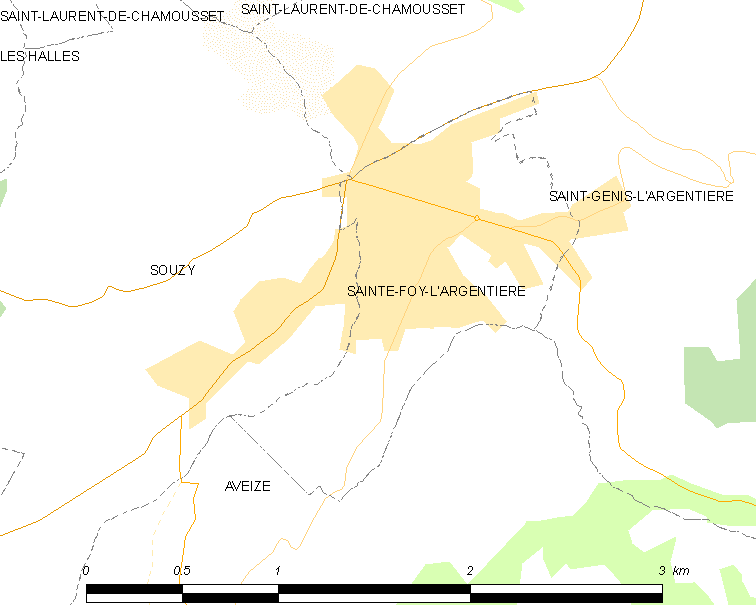
圣富瓦拉让蒂耶尔的OSM定位图

## 行政
圣富瓦拉让蒂耶尔的邮政编码为69610，INSEE市镇编码为69201。

## 政治
圣富瓦拉让蒂耶尔所属的省级选区为拉尔布雷勒县。

## 人口

1962-2008年间圣富瓦拉让蒂耶尔人口变化图示

圣富瓦拉让蒂耶尔于2022年1月1日时的人口数量为1292人。